# Nishada brevis
Nishada brevis är en fjärilsart som beskrevs av Swinhoe 1892. Nishada brevis ingår i släktet Nishada och familjen björnspinnare. Inga underarter finns listade i Catalogue of Life.